# C.W. Sughrue
Détective privé, Chauncey Wayne Sughrue est un personnage de fiction dans les romans policiers de James Crumley. C’est un personnage de fiction important de l’univers de Crumley avec Milo Milodragovitch.

## Histoire du personnage

### Passé
Il est né à Deming, dans un motel. Son père, manœuvre ambulant sur un gisement pétrolifère, est d'origine irlando-écossaise et sa grand-mère Tchèque ou Allemande. Sa mère travaille comme revenduese des produits Avon. Basé à Meriwether au Montana (d’où sa famille est originaire), C.W. Sughrue possède cinq arpents de terre sur la North Fork, à cinquante kilomètres de Columbia Falls (Montana). Il tente de construire une maison qui en reste à l’état de fondations.
Vétéran du Viet Nam, Chauncey Wayne Sughrue fut d’abord journaliste sportif pour l’Eagle-Beacon avant de se reconvertir comme détective privé spécialisé dans la recherche des personnes disparues et des affaires de divorces, d’abord à San Francisco durant un an puis au Montana. Il assure aussi la fonction de barman intermittent au Red Baron (Meriwether, Montana), bar dont il possède des parts avec les frères Schaffer. 
Jamais marié auparavant, il épouse une avocate de quinze ans sa cadette, Whitney, ex-secrétaire d'un ancien employeur de Sughrue. Ils n'auront pas d'enfant mais adopteront Bébé Lester, fils du malfrat Joe Don Pines et de Wynona Jones (grand amour de Sughrue), après la mort de cette dernière à la frontière du Mexique.

### Psychologie
Comme dans la tradition du roman noir américain, le privé Chauncey Wayne Sughrue est porté sur l’alcool, les drogues, les femmes compliquées et fatales. 
Possédant une vision fataliste et désenchantée de l’humanité, C.W. Sughrue est souvent victime de la confiance placée dans certains de ses amis. Néanmoins, son obstination et sa lucidité lui permettent de se tirer de ces mauvais pas dans les road movies incertains à travers l’Amérique.

## Romans dans lesquels il apparaît
- The last Good Kiss, 1978 (traduction française : Le Chien ivre, Fayard, 1980 ; Le dernier baiser, 10/18, 1986, Folio policier, 2006).
- The Mexican Tree Duck, 1993 (traduction française : Le Canard siffleur mexicain, Gallimard / La Noire, 1994, Folio policier, 2001).
- Bordernsnakes, 1996 (traduction française : Les Serpents de la frontière, Gallimard / La Noire, 1996).
- The Right Madness, 2005 (traduction française : Folie douce, Fayard noir, 2005, Folio policier, 2007).